# Madarail
Madarail – contraction de Madagascar railways – est la principale entreprise ferroviaire de Madagascar, créée en 1944 et siège à Antananarivo.
Madarail est une compagnie ferroviaire intégrée, à la fois gestionnaire d'infrastructure ferroviaire et entreprise ferroviaire, structurée en quatre divisions, Infrastructure, Voyageurs, Cargo et Immobilier. Elle exploite un réseau de 673 km, constitué des lignes Tananarive-Côte Est (TCE), Moramanga-Lac Alaotra (MLA) et Tananarive-Antsirabe (TA), sur lequel elle assure le trafic passagers et fret, totalisant de janvier à octobre 2023, 51 392 passagers et 134 004 tonnes de fret.

## Historique

### Structuration
Le 28 février 1944, Régie Générale des Chemins de Fer d’Outre-Mer fut créée pour gérer les réseaux du nord et du sud de Madagascar. Le 26 décembre 1950, cette société fut déléguée à un organisme à caractère individuel et commercial. Le 1er janvier de l'année suivante, elle changea de nom pour devenir la Régie des Chemins de Fer de Madagascar, abrégée en RCFM.
À la fin de la Première République, en 1974, l'État malgache nationalisa la société ferroviaire, lui attribuant le statut d’Entreprise publique à caractère industriel et commercial. Le 6 mai 1982, elle devint une société d’État à part entière, sous le nom de Réseau National des Chemins de Fer Malgaches (RNCFM).

### Dégradation et privatisation (années 1990-2002)
Dans les années 1990, le réseau ferroviaire malgache fut largement négligé : les infrastructures et le matériel roulant ne furent plus entretenus ni renouvelés. Face à cette situation, l'État malgache décida de privatiser le RNCFM. Le 10 octobre 2002, un opérateur privé du groupe Bolloré, nommé Comazar, prit en charge la gestion, les infrastructures et le patrimoine ferroviaire malgache dans le cadre d’une convention de concession de gestion d’exploitation du réseau nord. Le RNCFM fut alors rebaptisé Madarail (ou Madagascar Railways), une société anonyme avec un capital social de 5 000 000 000 d’Ariary.

### Changements d'actionnaires (2008-2011)
En 2008, un opérateur privé belge déjà actif dans huit autres pays d'Afrique, Vecturis, devint l'actionnaire majoritaire de Madarail. Vecturis investit, à l'aide de la Banque mondiale, de la Banque européenne d'investissement ainsi que d'autres banques commerciales, la somme de 68 millions de dollars américains pour la réfection des lignes et la rénovation du parc ferroviaire.
En 2011, Madarail Holding devient l'actionnaire majoritaire, mais Vecturis demeure l'opérateur ferroviaire.
En 2013, Vecturis prévoit, à nouveau à l'aide de soutiens d'institutions de prêt, d'investir 100 millions de dollars américains dans Madarail.
Aujourd'hui, l'actionnariat de la compagnie ferroviaire malgache est partagée entre l'État malgache et la Société Nationale de Participation. En 2012, 75% du capital de la société est détenu par Madarail Holding et les 25% restants par l'État malgache.
En 2023, l'entreprise lance sa marque destinée au transport de passagers Dia Tsara.

## Matériel roulant
La compagnie dispose de dix-sept locomotives diesel pour assurer le transport par trains sur ses trois lignes dont 5 de type AD1800 de 1800ch, 1 de type AD1600, 11 de type BB1200 ainsi que de 260 wagons.
En plus du matériel ferroviaire ordinaire, Madarail dispose aussi d'une Micheline nommée Viko Viko, un autorail léger sur pneumatiques et d'un train pour le tourisme nommé le Trans Lémurie Express formé de deux voitures de 52 places chacune aménagées en classe palissandre, en référence à un des arbres célèbres de l'île de Madagascar ; et d'un fourgon pour le transport des bagages notamment.

### Flotte commerciale

#### Matériel moteur
| Type                   | Série        |    | Année de construction | Constructeur        | Puissance       | Commentaire | Photo |
| ---------------------- | ------------ | -- | --------------------- | ------------------- | --------------- | --- | ----- |
| Locomotive Diesel      | AD1900       | 3  | 2021                  | Ferrovias Del Bajio | 1900 ch         | EMD G20-3 |       |
| Locomotive Diesel      | AD1800       | 5  | 2017                  | CRRC                | 1250 kW 1800 ch | |       |
| Locomotive Diesel      | AD1600       | 1  |                       |                     | 1600 ch         | |       |
| Locomotive Diesel      | BB1200       | 11 |                       | Alsthom             | 1200 ch         | |       |
| Automotrice électrique | Be 4/8 41-42 | 2  | 1979                  | SIG BBC             |                 | Ex Be 4/8 FART 112 places assises destiné au train urbain d'Antananarivo ayant opéré sur la ligne Lugano-Ponte Tresa jusqu'en 2021. |       |

#### Matériel remorqué
| Matériel remorqué                | 260 |
| -------------------------------- | --- |
| Wagons couverts                  | 67  |
| Wagons plats (portes conteneurs) | 48  |
| Wagons à Minerais                | 76  |
| Wagons Citernes                  | 63  |
| Tombereaux                       | 6   |

## Galerie

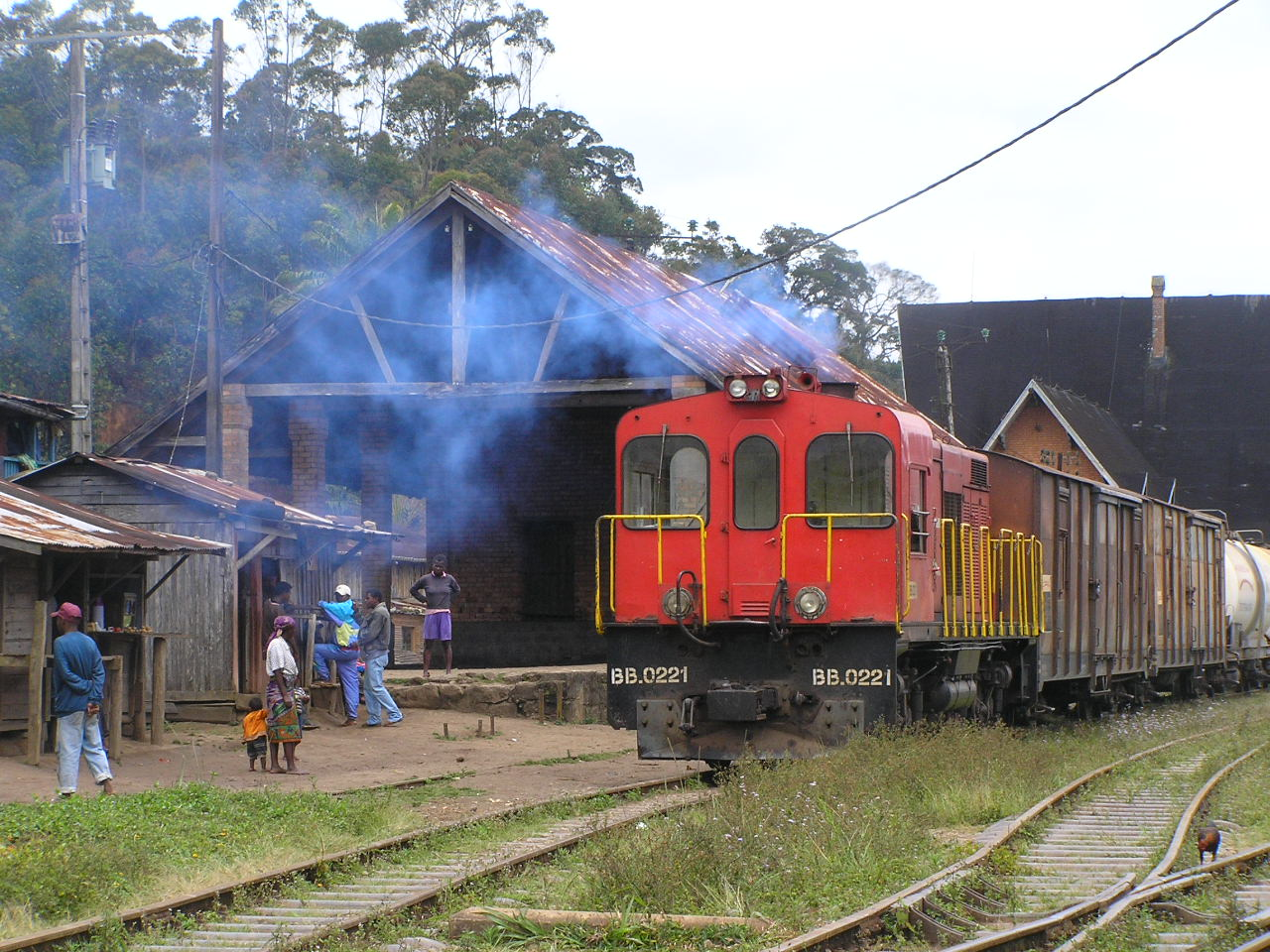
Train attendant à la gare d'Andasibe.
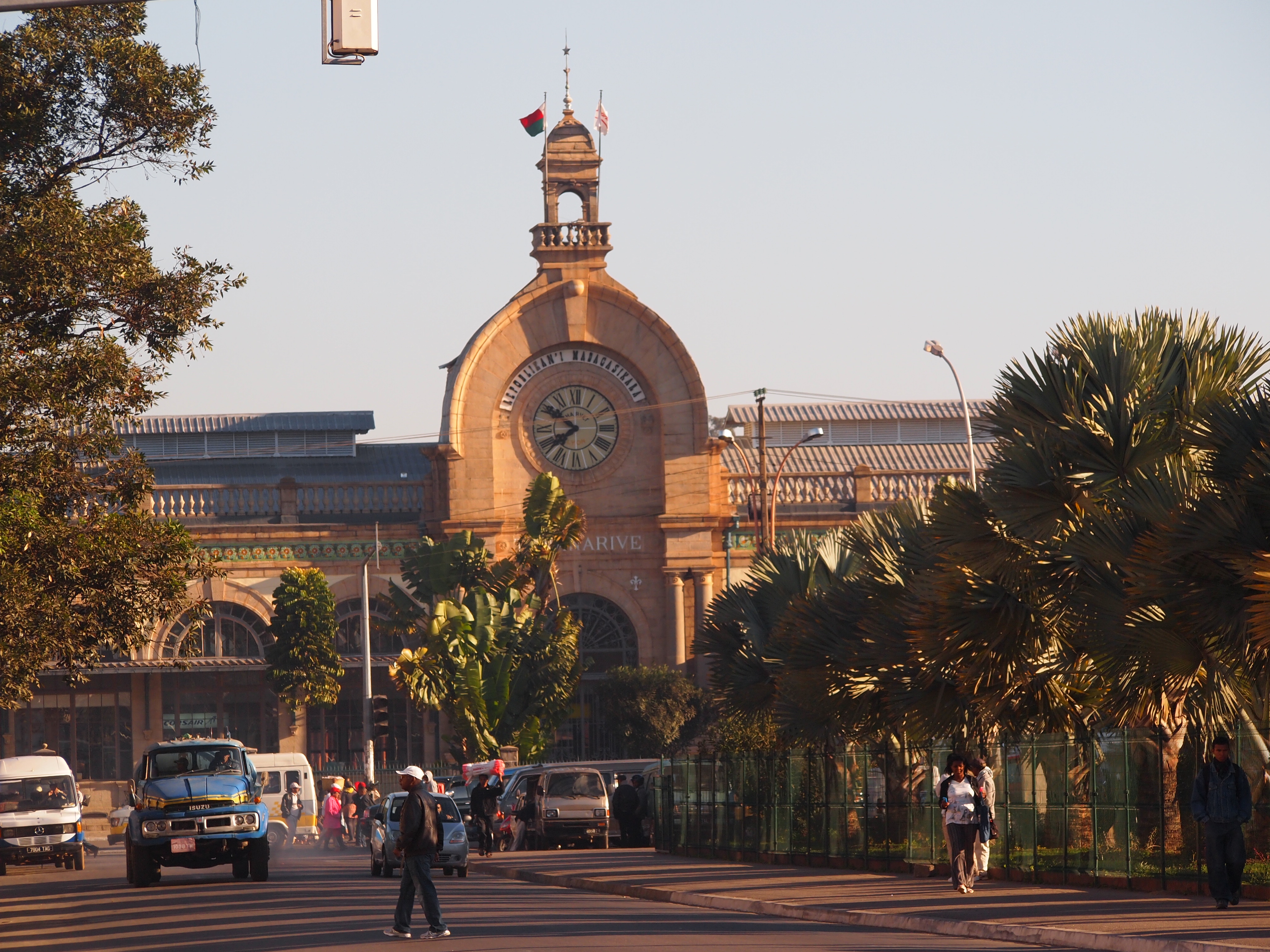
Gare de Soarano à Antananarivo.
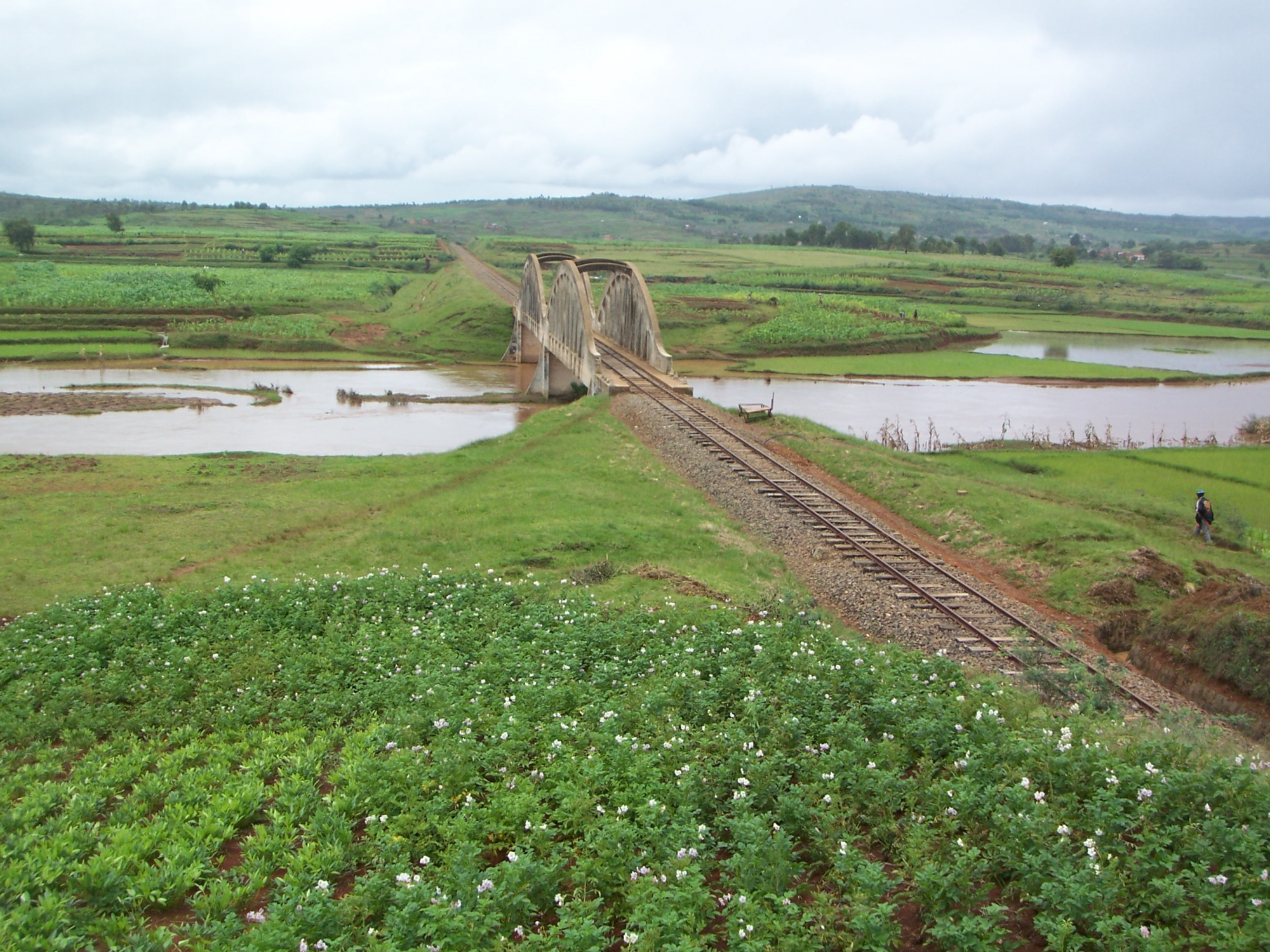
Pont ferroviaire à Madagascar.